# 原子和分子物理學研究所

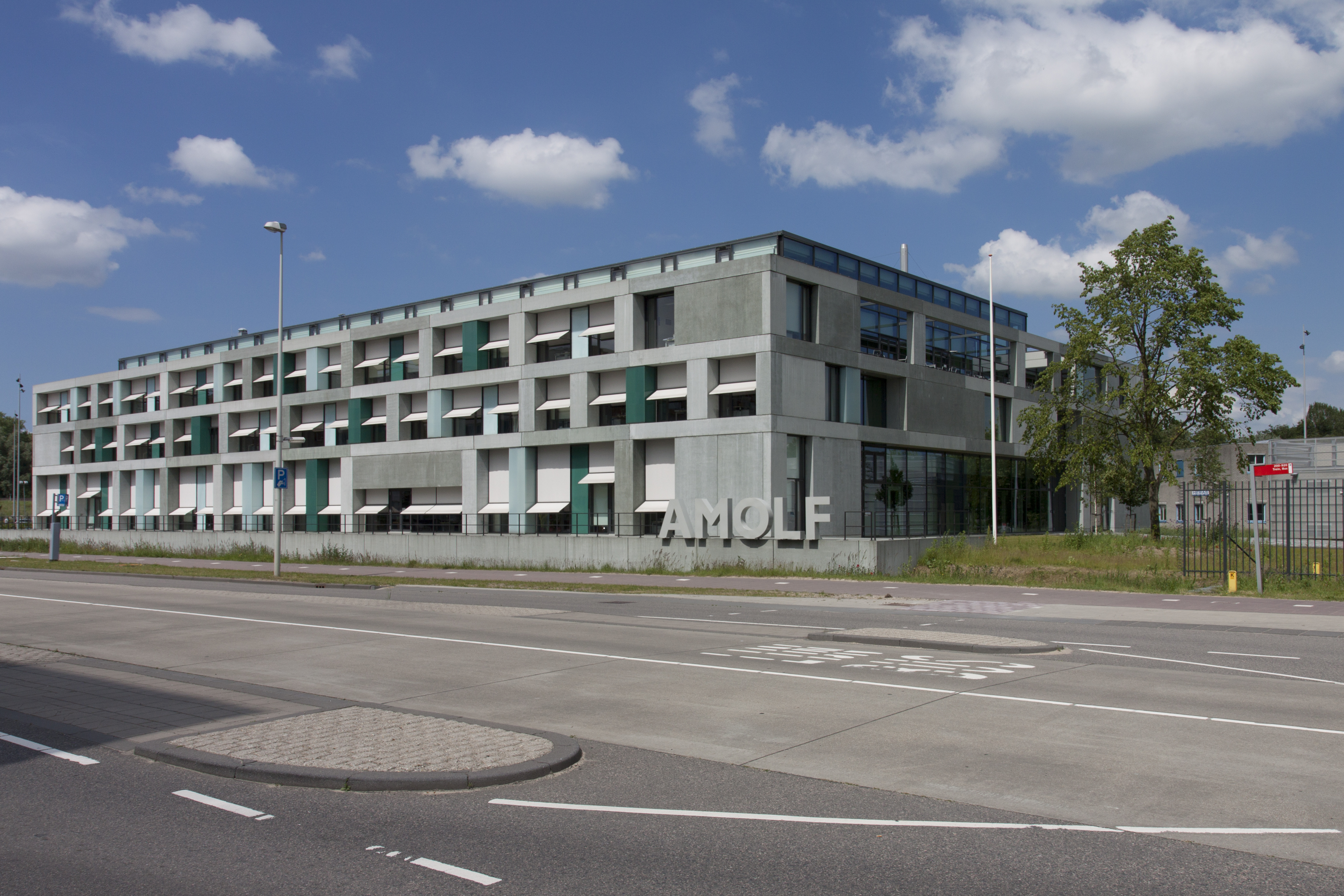
原子和分子物理學研究所(Institute for Atomic and Molecular Physics), 2012

原子和分子物理學研究所( Institute for Atomic and Molecular Physics )俗稱AMOLF，是由荷兰基础物质研究基金会（ Foundation for Fundamental Research on Matter，also known as FOM）运行的三个研究所之一。该研究所是欧洲物理与生物物理领域领先的研究所之一。它现今主要关注两个研究主题：生物物理和纳米光子学。原子和分子物理學研究所位在荷蘭的阿姆斯特丹，專門研究複雜原子和分子系統。

## 历史
在1946年，荷兰政府建立了基础物质研究基金会（FOM）“旨在，广泛地推动荷兰境内物质的基础科学研究，以及支持高等教育”。随即，建立了质谱学基础物质实验室（FOM Laboratory for Mass Spectrography）。1960年，这个研究所的名成被改为质量分离实验室（Laboratory for Mass Separation），最终于1966年改称原子分子物理研究所（FOM Institute for Atomic and Molecular Physics or AMOLF）。
最初的研究目标是铀同位素的电磁分离方法，这是一个在第二次世界大战以后具有特别重大战略意义的课题。为了达到这一目标，从质量分离仪器的开发开始，一系列现代分析仪器被发展出来。到了1953年，AMOLF成为欧洲第一个成功提纯铀的研究所。之后很快，开展了气体热扩散的研究，完成了超高速离心，阴极分散，高能离子激发气体和分子束的研究工作。AMOLF研制的气体超高速离心机为位于阿尔默洛（Almelo）当今著名的URENCO公司商业提纯铀，提供了基础。

## 组织与结构
被公认为欧洲交叉学科研究最有声望的研究所之一，AMOLF由研究所所长来领导。Huib Bakker接替了Vinod Subramaniam，自从2016年2月1日担任所长。

## 研究
2007年的主要研究方向在 光子学, 飞秒物理学, 以及“生命过程的物理学”。 它坐落在阿姆斯特丹科学园，拥有员工大约175人，其中有100位科学家，50位工程师，和25位后勤员工。

## 延伸閱讀
- Atomic physics

- AMOLF的著名学者
  - Daan Frenkel
  - Ad Lagendijk
  - Albert Polman